# Дом № 5 по Малому Власьевскому переулку
Дом № 5 по Малому Власьевскому переулку — памятник архитектуры начала XIX века, объект культурного наследия
федерального значения. Находится на территории района Хамовники Центрального округа г. Москвы.
Здание является одним из наиболее известных образцов типовой застройки Москвы после пожара 1812 года.

## История
В 1813 году была создана Комиссия о строении Москвы под руководством тогдашнего генерал-губернатора Фёдора Васильевича Ростопчина.
Основной целью Комиссии было скорейшее восстановление города после пожара. Любопытно, что восстановительными работами руководил человек, который, по мнению большинства историков, являлся организатором поджога Москвы в 1812 года.
Именно в этот период активно разрабатывались проекты типовых зданий, ярким примером которых и является дом № 5 стр.2 в Малом Власьевском переулке, прекрасно сохранившийся до наших дней. Отчасти они послужили прообразами для массовой типовой застройки города в дальнейшем.
Небольшой одноэтажный домик с мезонином был построен в 1816 году. Первым хозяином дома был П. А. Фёдоров, который, по всей вероятности, принадлежал к москвичам среднего сословия.

## Архитектура

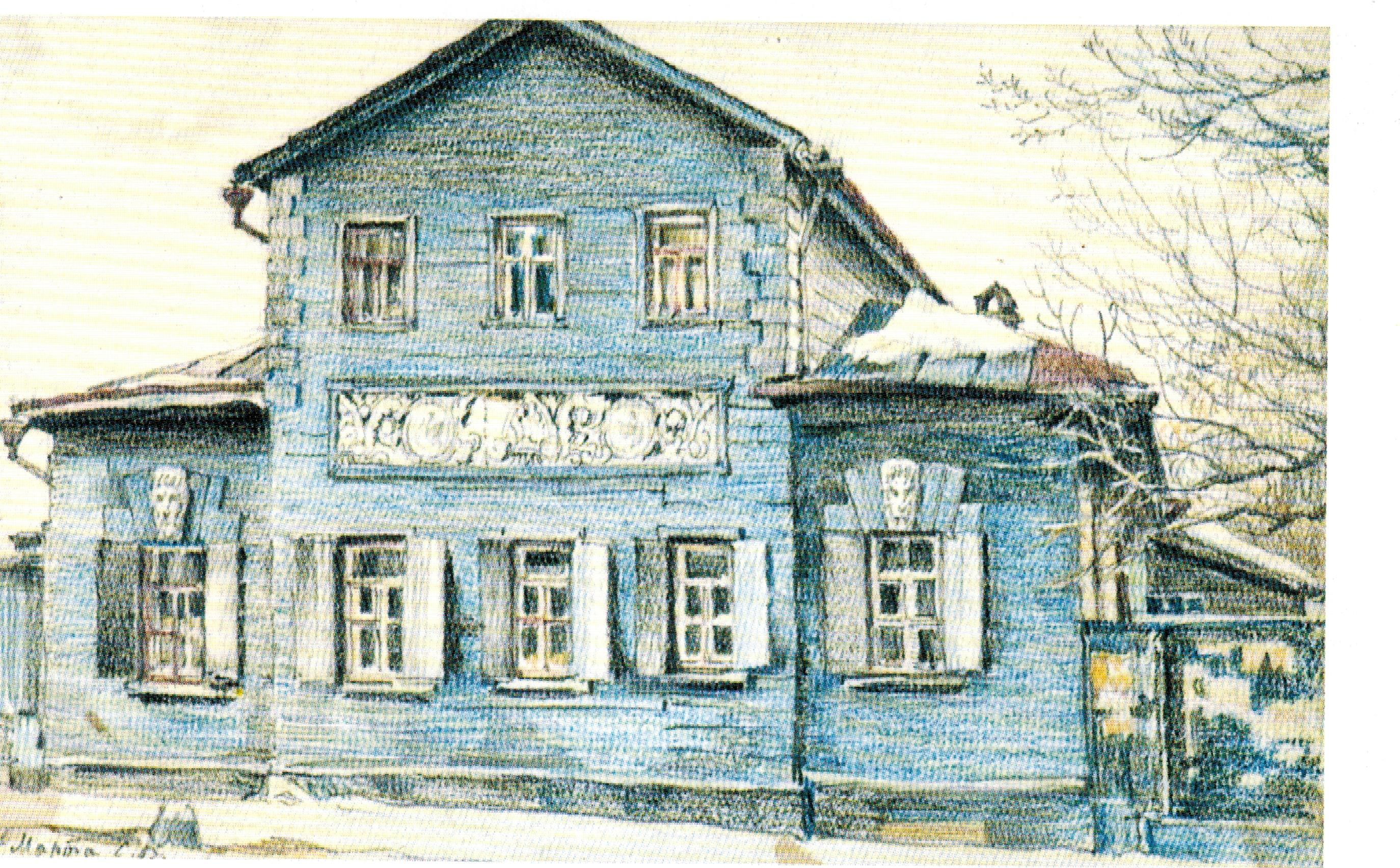
Виноградов. Домик в Малом Власьевском переулке. 1920

Проект дома был совместно разработан архитекторами Вильямом Гесте и Луиджи Руска, внёсшими весомый вклад в послепожарное градостроительство. Дом выполнен в стиле позднего классицизма (ампира). Бревенчатый сруб облицован досками с имитацией рустованной штукатурки. Первый этаж и мезонин разделяет широкая вставка лепного фриза в багете. Замковые камни боковых окон
увенчаны львиными масками.
На фронтоне здания использованы типовые
декоративные элементы, которые массово изготавливались по образцам известных скульпторов и продавались в готовом виде. Предположительно, лепнина этого дома выполнена
на основе работ скульптора Гавриила Тихоновича Замараева.
До наших дней сохранились паркеты парадной анфилады и печи.
Данный объект был взят под охрану государства как памятник архитектуры и истории ещё в советское время, о чём говорит табличка Мосгорисполкома на фасаде здания.

## Наше время
В 80-е годы XX века здесь
работала Центральная экспериментальная студия Союза художников СССР.
В 2000-годы в здании
размещались курсы при Институте дизайна
и графики и галерея «Г. О. С. Т.».
В настоящий момент окна здания
плотно закрыты ставнями; по некоторым данным, помещения арендует
художественная студия.